# Nelson Glueck

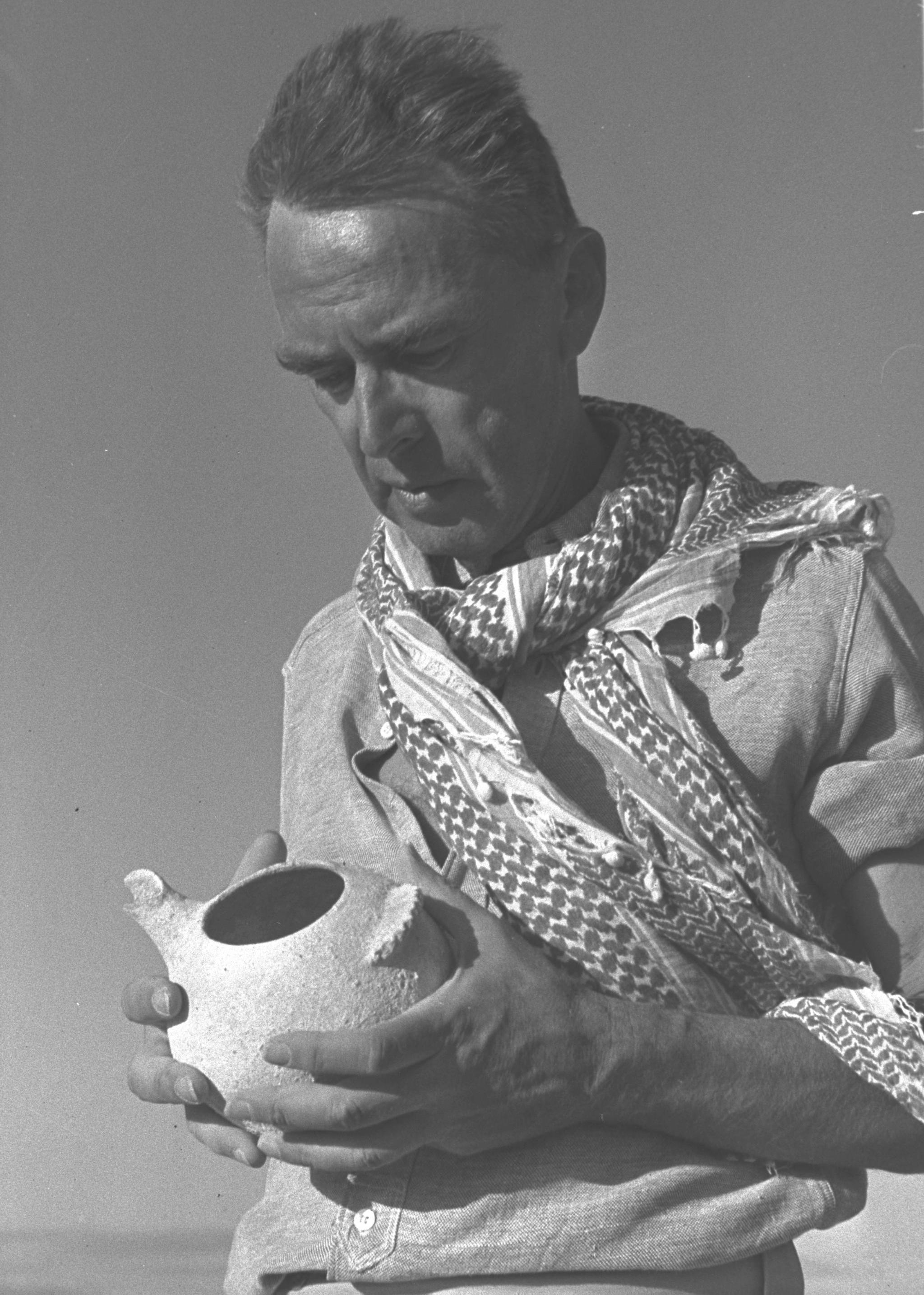
Nelson Glueck

Nelson Glueck (geb. 4. Juni 1900 in Cincinnati, Ohio; gest. 12. Februar 1971 ebenda) war ein amerikanischer Rabbiner und biblischer Archäologe.

## Leben
Nelson Glueck studierte an der University of Cincinnati und schloss 1920 mit dem Bachelortitel ab. Nach einem Aufbaustudium am Hebrew Union College (HUC) wurde er 1923 als reformjüdischer Rabbiner ordiniert. Von 1923 bis 1926 arbeitete er an der Universität Jena an seiner Promotion. Von 1927 bis 1928 studierte er in Jerusalem bei William Foxwell Albright. Während des Studiums im Heiligen Land begann er sich für Archäologie zu interessieren. 1928 ging er zurück in die Vereinigten Staaten und wurde 1929 Dozent am Hebrew Union College. Ins heutige Israel kehrte er häufig zurück. 1930 und 1932 nahm er mit Albright an Ausgrabungen am Tell Beit Mirsim teil. 1938 bis 1940 leitete er die Ausgrabungen am Tell el-Kheleifeh. Von 1947 bis 1971 war er Präsident des HUC. In den 50er-Jahren erforschte er die Zivilisation der Nabatäer in Transjordanien. In vier Jahrzehnten lokalisierte er ca. 1500 biblische Orte. 1954 wurde er in die American Philosophical Society und 1966 in die American Academy of Arts and Sciences gewählt.

## Schriften (Auswahl)
- The First Campaign at Tell el-Kheleifeh (Ezion-Geber). In: Bulletin of the American Schools of Oriental Research. Nr. 71, 1938, S. 3–18, JSTOR:3218944.
- The Second Campaign at Tell el-Kheleifeh (Ezion-Geber: Elath). In: Bulletin of the American Schools of Oriental Research. Nr. 75, 1939, S. 8–22, JSTOR:3218784.
- The Third Season of Excavation at Tell el-Kheleifeh. In: Bulletin of the American Schools of Oriental Research. Nr. 79, 1940, S. 2–18, JSTOR:1355316.
- Tell el-Kheleifeh. In: Michael Avi-Yonah, Ephraim Stern (Hrsg.): Encyclopedia of Archaeological Excavations in the Holy Land. Band 3. The Israel Exploration Society and Massada Press, Jerusalem 1977, S. 713–717.